# 1355
1355 (MCCCLV) a fost un an obișnuit al calendarului iulian, care a început într-o zi de sâmbătă.

## Nașteri
- Mircea cel Bătrân, domnitor al Tării Românești (1386-1394 și 1397-1418), (d. 1418)

## Decese
- 7 ianuarie: Inês de Castro, metresă, apoi regină consort a Portugaliei (n. 1325)
- 20 decembrie: Ștefan Uroș al IV-lea Dușan, rege al Serbiei (n.c. 1308)